# Oca (planta)
L'Oca, Oxalis tuberosa, és una espècie de planta herbàcia i perenne que passa l’hivern en forma de tubercles de tija subterranis. Aquests tubercles reben el nom d’oca, de les paraules del quítxua okka, oqa, i uqa; En anglès també se'n diu New Zealand yam ("nyma de Nova Zelanda"). Aquesta planta es cultiva als Andes centrals i del sud aprofitant els seus tubercles comestibles. No es coneix aquesta planta en estat silvestre. L'oca va ser introduïda a Europa el 1830 com a competidora de la patata i a Nova Zelanda el 1860, on ha esdevingut un cultiu popular i en diuen simplement “yam”.

## Significat cultural
El cultiven principalment els pobles quítxua i aimarà com un dels seus conreus principals. Als Andes centrals és el segon cultiu d’arrel en importància després del de la patata. L'oca serveix per formar part de la rotació de conreus local i té un alt valor nutritiu.

## Descripció
Els seus tubercles fan de 25 a 155 mm de llargada i 25 mm d’amplada; el color de la pell i de la polpa pot variar del blanc al porpra passant pel groc, taronja, rosa.

## Comestibilitat
També les fulles i els brots joves de l’oca es poden menjar. Es pot menjar crua o cuita.

### Ús
L'oca té força oxalats en la seva pell, hi ha cultivars d’oca, que en quítxua s’anomenen khaya, que contenen alts nivells d'àcid oxàlic.